# Keiji Yamada
Keiji Yamada (山田 啓二 Yamada Keiji?,  5 de abril de 1954) es un político japonés y de 2002 a 2018, gobernador de la prefectura de Kioto. 

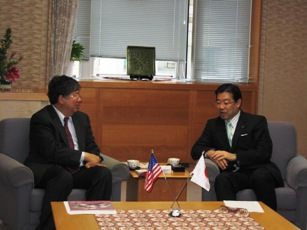
Keiji Yamada (derecha) junto con el Cónsul General de Estados Unidos en Kioto, Edward Dong (2008).

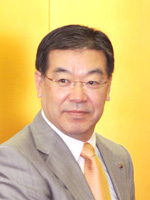
2014

Nació en la prefectura de Hyogo y se graduó de la Universidad de Tokio en 1977. Desde ese año trabajó en el Ministerio de Asuntos Internos, fue vicegobernador de la prefectura de Kioto en 2001 y en 2002 fue elegido gobernador de la misma prefectura (reelegido en 2006).